# Discurso indireto livre
Discurso indireto livre é uma modalidade de técnica mãe, resultante da mistura dos discursos direto e indireto, sendo um processo de grande efeito estilístico. 
Por meio dele, o narrador pode não apenas reproduzir indiretamente as falas dos personagens, mas também o que eles não dizem, como pensamentos e sentimentos, além de poder incluir ideias do próprio narrador, trazendo ambiguidade e riqueza de sentido ao texto. Assim, o "discurso indireto livre" corresponde à fala ou monólogo interior dos personagens, porém expresso pelo narrador (característica do discurso indireto) e reproduzidos na forma como os personagens diriam (característica do  discurso direto), podendo ou não conter juízo do narrador. Ocorre quando a fala do personagem se confunde com a narração, tanto no conteúdo, quanto na forma. Por isso, o comentário do personagem surge sem secção, isto é, sem estar claramente separado das palavras do narrador, ao contrário do que ocorre no discurso direto, por exemplo, no qual se utilizam travessão, dois pontos, aspas etc. Comumente, o discurso indireto livre aparece entremeado com o discurso indireto.
As orações do discurso indireto livre são, em regra, independentes, podendo ter ou não verbos cultos de elocução (também chamados de verbos dicendi). Quando os possui, fica mais nítido que a frase não é do narrador, mas do personagem. Em geral, ele ocorre com foco narrativo em terceira pessoa, mas é possível o uso da primeira. Esse discurso é muito empregado na narrativa moderna, pela fluência e ritmo que confere ao texto.